# Mickey à travers les siècles
Mickey à travers les siècles est une série de bande dessinée de Disney créée en 1952 par le scénariste Pierre Fallot et le dessinateur Ténas à qui Pierre Nicolas succède après quelques numéros.

## Synopsis
La première planche parue dans Le Journal de Mickey et intitulée Professeur Durandus lance l'histoire : dès lors, Mickey Mouse est transporté dans diverses époques historiques parmi lesquelles la préhistoire ou l'Égypte antique (épisode qui lui permet de rencontrer la reine Néfertiti). Il lui arrive également de se rendre dans le futur (Voyage en l’an 2964), de ramener des personnages historiques dans le présent (D’Artagnan 1959), voire de rencontrer des extraterrestres (Mickey et la planète des robots).

## Historique

### Série originale (1952-1978)

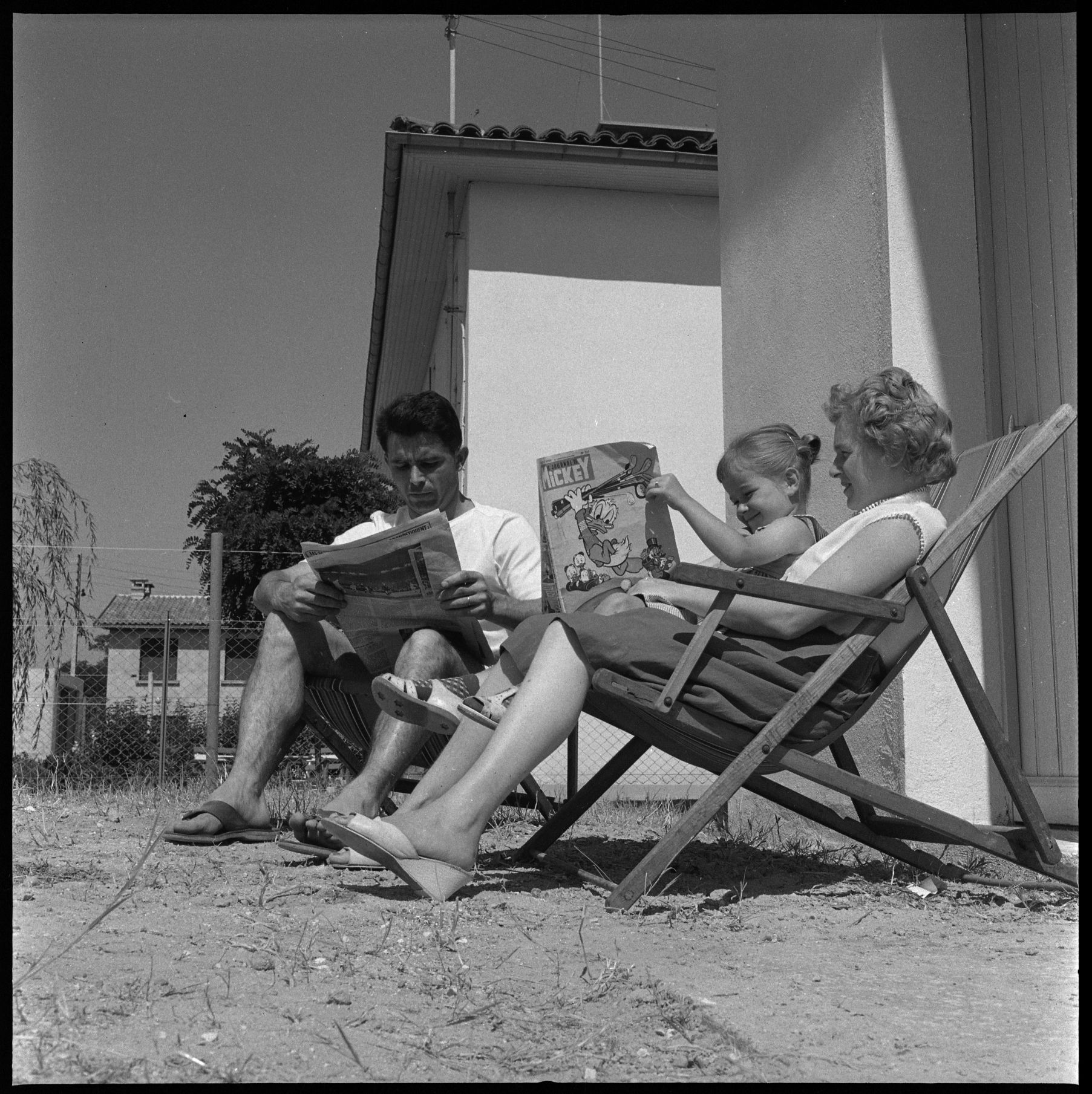
En 1959 (photo) Le Journal de Mickey publiait la série Mickey à travers les siècles depuis 7 ans.

Ses 171 épisodes ont été publiés dans l'hebdomadaire français Le Journal de Mickey de septembre 1952 (numéro 15) à août 1978. Les scénarios sont écrits par Pierre Fallot jusqu'en 1974. Trois autres scénaristes, Jean-Michel le Corfec, Juliette Benzoni et Claude Yelnick lui succèdent dans les quatre dernières années,. La série est publiée sur la page 3 du magazine pendant plus d’un quart de siècle sans interruption (soit 1 348 planches).
Les éditions Hachette ont publié une série de douze albums de 1970 à 1973, Dargaud trois autres de 1991 à 1993.

### Reprise (2018)

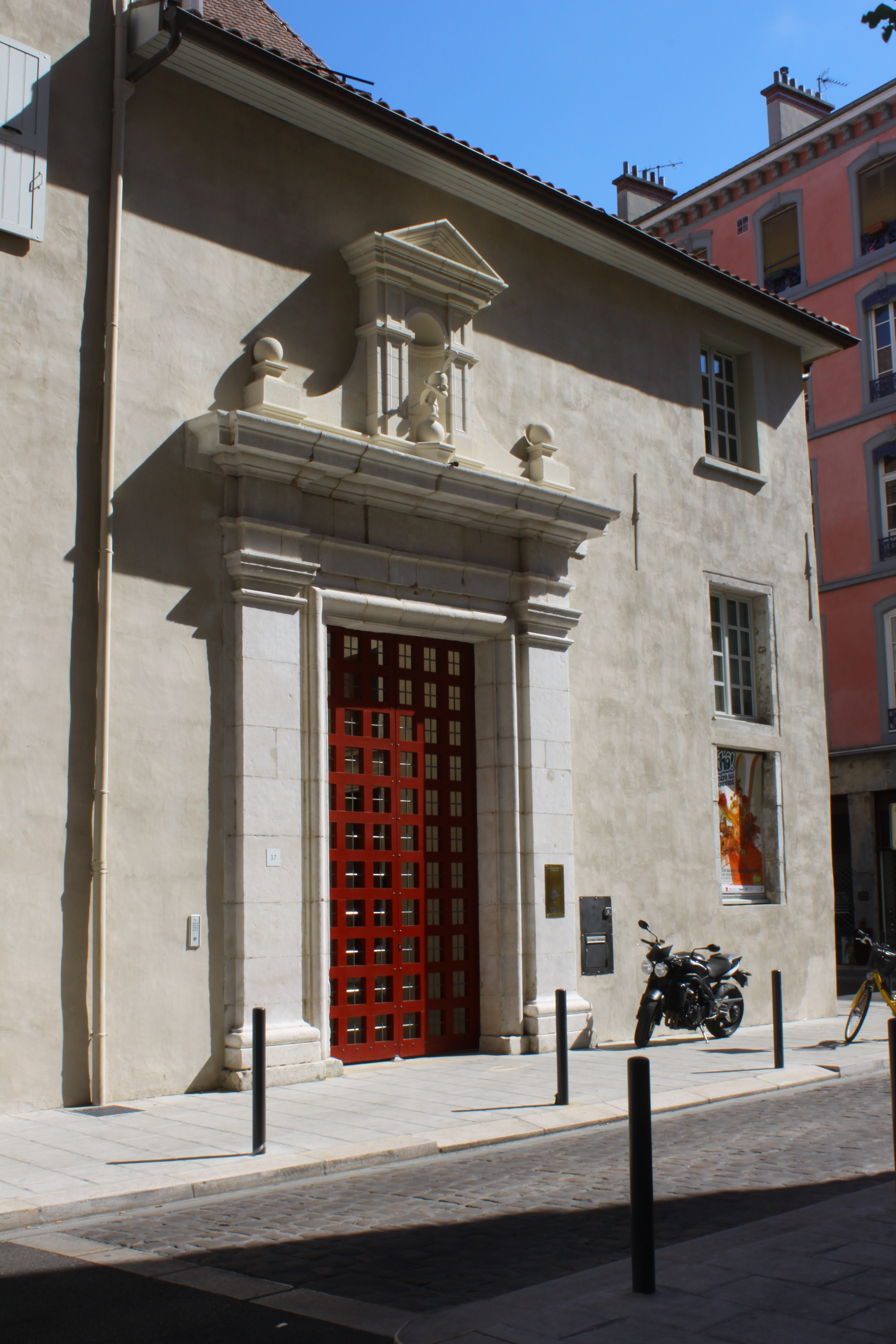
Siège des éditions Glénat à Grenoble.

En 2018, les éditions Glénat ont pu bénéficier du fonds éditorial de The Walt Disney Company pour éditer un nouvel album de Mickey à travers les siècles dans la collection Disney by Glénat,. Les dessins sont signés par Fabrizio Petrossi sur un scénario de Dab's. Mickey y voyage dans le temps : de la Préhistoire à la Première Guerre mondiale, en rencontrant des personnalités comme Léonard de Vinci ou encore Christophe Colomb. Mickey se projette d'une époque à l'autre grâce à un choc sur la tête, tout comme dans la série originale.

## Analyse
Cette série, à la fois humoristique et didactique, est la première série de bande dessinée au long cours d'origine française mettant en scène des personnages de Disney et principalement Mickey Mouse.

### Le thème du voyageur temporel malgré lui
Au début de chaque histoire, Mickey est transporté dans une période historique où il vit une aventure. La fin de l'épisode survient quand un choc sur la tête le transporte vers une autre époque et donc, une nouvelle aventure.
Le thème du voyage temporel est souvent utilisé dans la bande dessinée, et même celui du voyageur accidentel ou du moins, celui du voyageur piégé par l'invention. La bande dessinée Blake et Mortimer, créée par le dessinateur belge Edgar P. Jacobs, use du même stratagème dans l'épisode Le Piège diabolique, paru en planches hebdomadaires dans Le Journal de Tintin durant la même période que cette série française de Mickey (entre septembre 1960 et novembre 1961). Dans les années 1970, ce thème est également utilisé dans la bande dessinée britannique Adam Eterno, mais dans une atmosphère toute différente.
Le thème du voyageur temporel involontaire, errant d'époque en époque, est également repris à la télévision dans la série Au cœur du temps (1966-67) et même au cinéma, avec la série de films français Les Visiteurs, réalisée par Jean-Marie Poiré entre 1993 et 2016.

## Publication en albums
Différents albums reprenant les bandes dessinées parues dans Le Journal de Mickey ont été édités par Hachette dans les années 1970, avec parfois des remontages de planches ou encore des mises en couleurs. Dans les années 1990, Dargaud publient trois nouveaux albums qui reprennent les histoires précédemment publiées dans Le Journal de Mickey.
À noter : l'ordre chronologique ne semble pas davantage respecté que l'ordre original de parution dans l'hebdomadaire dont ces histoires sont issues[pas clair].
En outre, les récits ayant été conçus sans objectif de publication en albums, ces derniers comptent à chaque fois un nombre de pages différent : une trentaine environ chez Hachette ; entre 40 et 60 chez Dargaud.
1. Hachette 

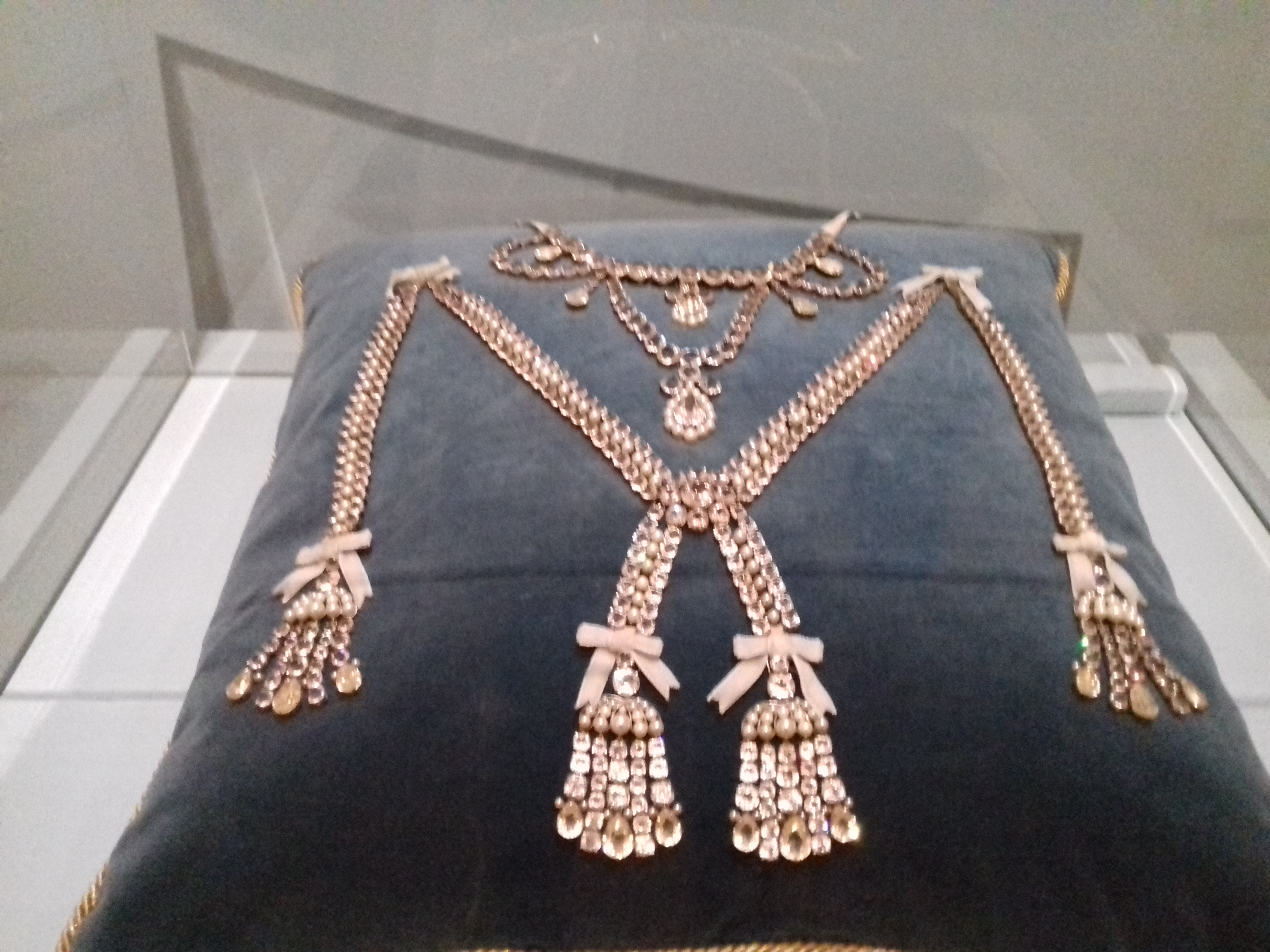
Le collier de la reine de Marie-Antoinette est présent sur la couverture de l'album 7 de Mickey à travers les siècles, publié chez Hachette
(fac-similé de 1960)

  1. Mickey chez les hommes des cavernes (Hachette, 1970)
  2. Mickey à Babylone (Hachette, 1970)
  3. Mickey et les Travaux d'Hercule (Hachette, 1970)
  4. Mickey et Guillaume Tell (Hachette, 1970)
  5. Mickey et Merlin l'Enchanteur (Hachette, 1971)
  6. Mickey et le vrai Comte de Monte Cristo (Hachette, 1971)
  7. Mickey et le Collier de la Reine (Hachette, 1971)
  8. Mickey rencontre Henri IV (Hachette, 1971)
  9. Mickey chez les Peaux-Rouges (Hachette, 1972)
  10. Mickey écuyer d'Ivanhoé (Hachette, 1972). Cet album est une édition spéciale publiée en exclusivité pour le compte des stations-service Shell qui l'offraient en cadeau à leurs clients.
  11. Mickey corsaire (Hachette, 1973)
  12. Mickey ami de d'Artagnan (Hachette, 1978)
  13. (HS) Mickey explore le temps (avec des vignettes a coller et des histoires inédites sorties dans le journal de Mickey Hachette, 1980)
2. Dargaud - Collection Club
  1. Mickey au temps des Mousquetaires (Dargaud - Collection Club, 1991)
  2. Mickey au temps de Napoléon (Dargaud -Collection Club, 1991)
  3. Mickey découvre l'Amérique (Dargaud -Collection Club, 1993)

Reprise par Glénat dans la collection Disney by Glénat :
- album 7 Mickey à travers les siècles, Glénat,  (ISBN 978-2-344-02383-9), 2018
Scénario :  Dab's - Dessin : Fabrizio Petrossi - Couleurs : Merete Jepsen